# Kanton Carentan
Kanton Carentan (francouzsky Canton de Carentan) je francouzský kanton v departementu Manche v regionu Normandie. Při reformě kantonů v roce 2014 byl vytvořen seskupením 43 obcí, do té doby sestával z 14 obcí. V květnu 2016 ho tvořilo 30 obcí (vzhledem k procesu slučování některých obcí).

## Obce kantonu (květen 2016)
- Appeville
- Audouville-la-Hubert
- Auvers
- Baupte
- Beuzeville-la-Bastille
- Blosville
- Boutteville
- Brévands
- Brucheville
- Carentan [p 1]
- Carquebut
- Catz
- Hiesville
- Liesville-sur-Douve
- Méautis
- Neuville-au-Plain
- Picauville [p 2]
- Ravenoville
- Saint-André-de-Bohon
- Saint-Germain-de-Varreville
- Saint-Hilaire-Petitville
- Saint-Martin-de-Varreville
- Saint-Pellerin
- Sainte-Marie-du-Mont
- Sainte-Mère-Église [p 3]
- Sébeville
- Turqueville
- Terre-et-Marais [p 4]
- Les Veys
- Vierville